# ناحیه پریسک آیل، میشیگان
ناحیه پریسک آیل (به انگلیسی: Presque Isle Township) یک منطقهٔ مسکونی در ایالات متحده آمریکا است که در Presque Isle County واقع شده‌است.
 ناحیه پریسک آیل ۱۲۲٫۲ کیلومتر مربع مساحت و ۱٬۶۹۱ نفر جمعیت دارد و ۱۸۳ متر بالاتر از سطح دریا واقع شده‌است.